# COEX Convention & Exhibition Center
O COEX Convention & Exhibition Center é um centro de convenções localizado no distrito de Gangnam, em Seul, Coreia do Sul. Foi projetado por Larry Oltmanns. O centro de quatro andares possui quatro salas de exibição e 48 salas de reuniões.
Situado junto ao complexo do World Trade Center Seoul, o local inclui um centro de convenções e exibições, o COEX Mall, três hotéis de luxo, um terminal aeroportuário urbano, um cinema multiplex, o COEX Aquarium, CoexArtium Theater, e o Seven Luck Casino. Aproximadamente 200.000 pessoas passam pelo complexo para trabalhar e fazer compras diariamente.
O COEX é servido pela estação Samseong da linha 2 do Metrô de Seul.
O centro de convenções é operado pela Coex Co., Ltd., uma subsidiária da Korea International Trade Association.
COEX foi a sede, entre outros grandes eventos, da 5ª reunião de cúpula do G20, realizada em novembro de 2010.